# Elektrolux
Elektrolux – niemiecka wytwórnia płytowa z miasta Offenbach am Main działająca w obszarze muzyki ambient, downbeat, electro, zapoczątkowana w 1995 roku przez Alexa Azary.
W roku 2002 wydzielona została subwytwórnia Mikrolux wydająca muzykę eksperymentalną i klubową.

## Artyści wytwórni Elektrolux
- Anthony Rother
- Aural Float
- Insect Jazz
- Mobile Space Unit
- Monolove
- Quantum Leap
- Ruxpin
- Sniper Mode
- Subtonal
- Syncromatic Dubsters
- Syrinx 2600